# قطعنامه ۱۰۸ شورای امنیت
قطعنامه ۱۰۸ شورای امنیت سازمان ملل متحد که در تاریخ ۰۸ سپتامبر ۱۹۵۵ تصویب شد، سندی بین‌المللی دربارهٔ مسئلهٔ فلسطین است. این قطعنامه طی نشست ۷۰۰ام با ۱۱ موافق، ۰ مخالف و ۰ ممتنع تصویب شد.